# Darksiders II
Darksiders II är ett actionrollspel utvecklat av Vigil Games och gavs ut av THQ. Det är uppföljaren till Darksiders från 2010, och som gavs ut i augusti 2012 till Microsoft Windows, Playstation 3 och Xbox 360, samt i november till Wii U.

## Röstskådespelare
- Michael Wincott - Death
- Keith Szarabajka - The Crowfather / The Scribe / Wicked K / Nephilim Wisper 2 & 4
- James Cosmo - Maker Elder Eidard / Nephilim Wisper 1
- JB Blanc - Thane / Valus / Angel Hellguard
- André Sogliuzzo - Karn / The Mad Smith
- Troy Baker - Draven / The Sleeping Warden / The Phariseer / The Abyssal Forge / The Lost Warden / Legion
- Fred Tatasciore - Basileus / Frostbane / Belial / The Soul Arbiter / Blackroot / Undead General / Wailing Host
- Barry Dennen - The Chancellor
- Keith Ferguson - Kargon / Prince of Darkness
- Nick Jameson - Ostegoth / Skeletal Champion
- Claudia Christian - Muria
- Phil Proctor - The Lord of Bones
- Liam O'Brien - War
- Simon Templeman - Absalom / Avatar of Chaos
- Phil LaMarr - Vulgrim
- Jessica Straus - Lilltih
- Vernon Wells - Samael
- Jamieson Price - Nathaniel
- Mary Elizabeth McGlynn - Uriel
- Piotr Michael - Blademaster
- Elle Newlands - Forge Sister Alya